# Igor Kipnis
Igor Kipnis (* 27. September 1930 in Berlin; † 24. Januar 2002 in Redding / Connecticut) war ein US-amerikanischer Cembalist.

## Leben und Wirken
Der Sohn des ukrainischen Bassisten Alexander Kipnis kam im Alter von acht Jahren in die USA, wo er bei seinem Großvater mütterlicherseits, dem Pianisten und Komponisten Heniot Levy, ersten Klavierunterricht erhielt. Nach dem Besuch der Westport School of Music studierte er bis 1952 an der Harvard University bei Randall Thompson und Thurston Dart. Daneben nahm er Cembalounterricht bei Fernando Valenti.
1959 war er erstmals als Cembalist bei einem New Yorker Rundfunksender zu hören, sein Konzertdebüt folgte 1961. Von 1964 bis 1967 gab er Sommerkurse am Berkshire Music Center in Tanglewood. Von 1971 bis 1975 unterrichtete er an der Fairfield University in Connecticut, danach war er dort bis 1978 Artist in Residence.
Seine erste Europatournee unternahm Kipnis 1967. 1981 debütierte er als Pianist in Indianapolis. Eine Reihe zeitgenössischer Musiker, darunter Ned Rorem, George Rochberg, Richard Rodney Bennett, Barbara Kolb und John McCabe, komponierten Werke für ihn.
| Personendaten    | Personendaten               |
| ---------------- | --------------------------- |
| NAME             | Kipnis, Igor                |
| KURZBESCHREIBUNG | US-amerikanischer Cembalist |
| GEBURTSDATUM     | 27. September 1930          |
| GEBURTSORT       | Berlin                      |
| STERBEDATUM      | 24. Januar 2002             |
| STERBEORT        | Redding (Connecticut)       |